# Seututie 661
Pour les articles homonymes, voir Route 661.
La route régionale 661 (finnois : Seututie 661) est une route régionale allant Merikarvia jusqu'à Kauhajoki en Finlande.

## Description
La route régionale 661 s'étend de Merikarvia dans le Satakunta à Kauhajoki en Ostrobotnie du Sud. 
Elle part de la  route nationale 8 à Kuvaskangas dans la municipalité de Merikarvia, traverse Isojoki puis se dirige vers le sud-ouest jusqu'à Päntäne dans la municipalité de Kauhajoki, où elle se termine à son croisement de la route régionale 663.